# Rezolucija Vijeća sigurnosti UN-a 871
Rezolucijom Vijeća sigurnosti UN-a 871, jednoglasno usvojenom 4. listopada 1993., nakon ponovnog potvrđivanja rezolucija 713 (1992.) i 743 (1992.) i kasnijih rezolucija koje se odnose na stanje u bivšoj Jugoslaviji i Zaštitne snage Ujedinjenih naroda (UNPROFOR), Vijeće je izrazilo zabrinutost da mirovni plan Ujedinjenih naroda za Hrvatsku, posebice na to što se Rezolucija 769 (1992), nije provela, te je nastavilo raspravljati o mirovnom planu, te je produžilo mandat UNPROFOR-a do 31. ožujka 1994.
Vijeće je ponovilo svoju odlučnost da osigura sigurnost i zaštitu UNPROFOR-a i njegovu slobodu kretanja u Hrvatskoj i Bosni i Hercegovini. Djelujući prema Poglavlju VII Povelje Ujedinjenih naroda, Vijeće je usvojilo preporuku glavnog tajnika Butrosa Butrosa-Galija da se uspostave tri podređena zapovjedništva unutar UNPROFOR-a:
(a) UNPROFOR (Hrvatska);
(b) UNPROFOR (Bosna i Hercegovina);
(c) UNPROFOR (Makedonija).
Istaknuta je važnost mirovnog plana za Hrvatsku, uz ocjenu da će nepoštivanje rezolucija Vijeća sigurnosti imati ozbiljne posljedice. Osuđeni su vojni napadi u Bosni i Hercegovini i Hrvatskoj. Također se poziva na prekid vatre između Hrvatske i srbijanskih vlasti u zaštićenim zonama Ujedinjenih naroda uz posredovanje Međunarodne konferencije o bivšoj Jugoslaviji. Vijeće je istaknulo da je važno što je povjerenje izgrađeno ponovnom uspostavom opskrbe električnom energijom i vodom te ponovnim otvaranjem željeznice i autocesta.
Rezolucija je zatim odobrila upotrebu sile od strane UNPROFOR-a koji djeluje u samoobrani kako bi osigurao svoju sigurnost i slobodu kretanja, odlučivši preispitati proširenje bliske zračne potpore mirovnim snagama. Od glavnog tajnika zatraženo je da u roku od dva mjeseca izvijesti Vijeće sigurnosti o napretku u provedbi mirovnog plana Ujedinjenih naroda za Hrvatsku i provedbi mandata UNPROFOR-a.

## Vanjske poveznice
| Wikizvor | Engleski Wikizvor ima izvorni tekst na temu: United Nations Security Council Resolution 871 |

- Text of the Resolution at undocs.org